# Deinosuchus
Deinosuchus é um gênero extinto de Crocodilianos relativos aos aligators atuais que viveram entre 83 a 73 milhões de anos atrás durante o período Cretáceo na América do Norte. Seu foi nomeado em 1909 embora seus primeiros vestígios tivessem sido achados na década de 1850, e futuramente na década de 1940.
Embora o Deinosuchus seja maior que qualquer crocodiliano moderno, com um adulto podendo chegar ate 12 metros de comprimento, sua anatomia era bem semelhante a seus parentes modernos, com dentes feitos para esmagar e costas cobertas por osteodermas.

## Descrição

### Tamanho

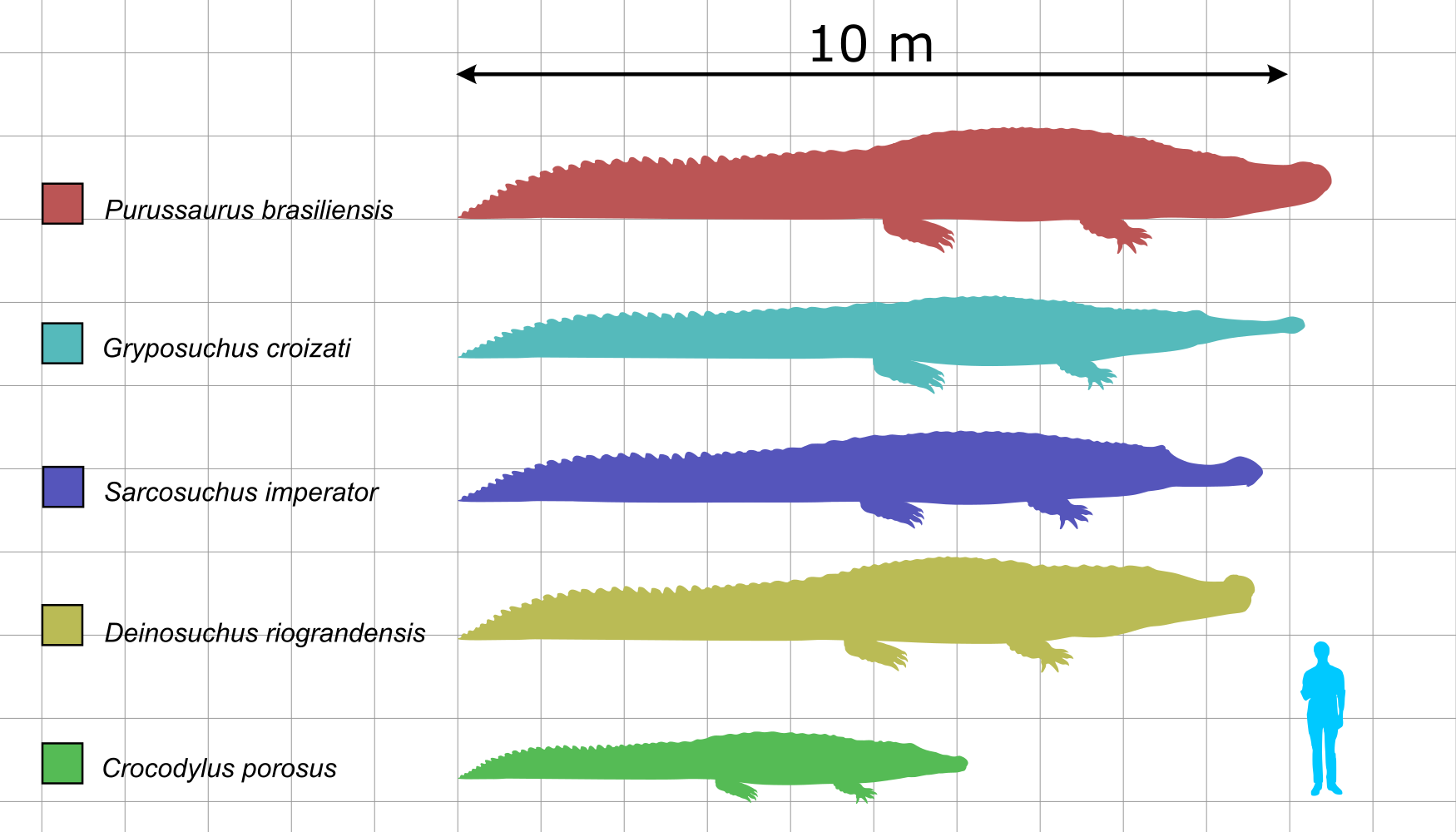
Maiores crocodilos que já existiram em escala

O Deinosuchus foi um grande animal que ao longo do tempo teve varias estimativas dando diferentes tamanhos. A sua estimativa original em 1954 foi baseada em um crânio de um metro e meio de comprimento e uma mandíbula inferior de um metro e oitenta de comprimento, sendo reconstruído com base nas proporções do crocodilo cubado, dando um tamanho estimado de 15 metros. No entanto, essa reconstrução é considerada extrapolada. E em 1999 foi estimado que o tamanho atingido por espécimes de Deinosuchus variassem entre 8 a 10 metros de comprimento e com pesos de 2,5 a 5 toneladas. Outra estimativa com base em espécime de crânio mais preservado descoberto no Texas indicou que a cabeça do animal media cerca de 1,31 metros de comprimento, e seu tamanho estimado fosse perto de 9,8 metros metros de comprimento. No entanto, os maiores fragmentos que restaram do D. riograndensis eram 1,5 vezes maiores do que os fragmentados de um D. rugosus na média e foi determinado que os maiores indivíduos desta espécie poderiam ter até 12 metros de comprimento e possivelmente pesar ate 8,5 toneladas de peso.

### Dieta

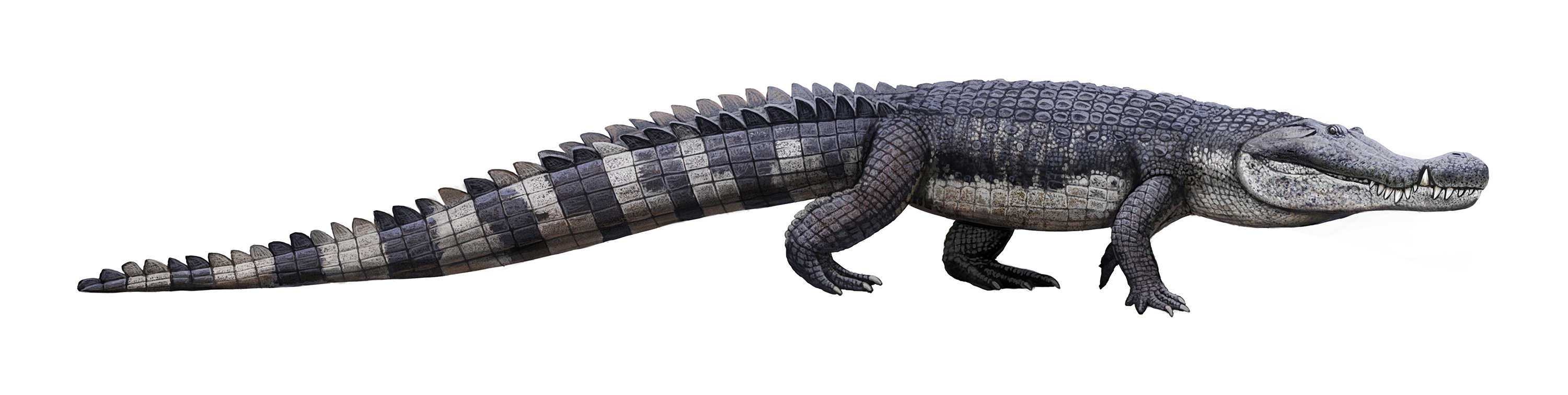
Reconstrução de um D. rugosus

Inicialmente era especulado que o Deinosuchus poderia se alimentar dos dinossauros presentes em sua região, isso só se concretizou em 2002, quando o paleontólogo David R. Schwimmer achou diversas vértebras caudais de hadrosaurideos com marcas de dentes de Deinosuchus no Parque Nacional Big Band, mostrando que o Deinosuchus poderia caçar ornithopodes e outros tipos de dinossauros ao longo de sua vida, emboscando elas como um Crocodilo-do-nilo caçando búfalos na África e depois submergindo de volta para a água. Já em um estudo de 2014 foi sugerido que ele conseguisse usar um "Giro da Morte", como crocodilos modernos.

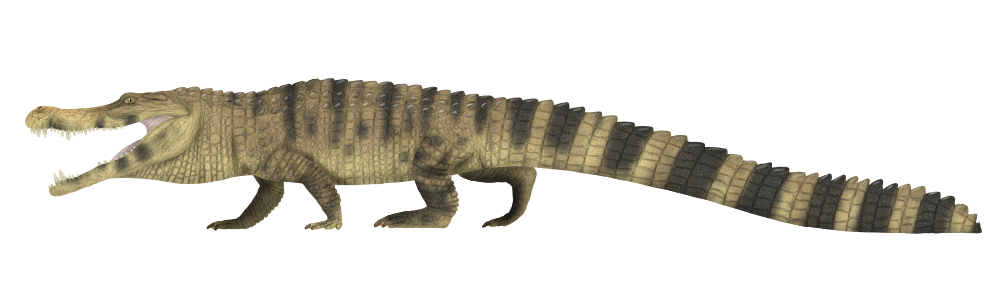
Reconstrução de um D. riograndensis

Outros meios de alimentação alternativos também foram propostos, como em 1996 onde Schwimmer e G. Dent Williams propuseram que o Deinosuchus poderia se alimentar de tartarugas marinhas, pois suas mandíbulas poderiam quebrar os casos delas com facilidade. 
Schwimmer também em seu artigo de 2002 concluiu que os padrões de alimentação de Deinosuchus provavelmente variavam por localização geográfica, com os espécimes de Deinosuchus do leste da América do Norte tendo sido caçadores oportunistas em um nicho ecológico semelhante ao do crocodilo americano moderno. Eles teriam consumido tartarugas marinhas, peixes grandes e dinossauros menores, Os maiores, os espécimes de Deinosuchus que viviam no Texas e em Montana podem ter sido caçadores mais especializados, capturando e comendo dinossauros ainda maiores. 
Schwimmer observou que nenhum dinossauro terópode na faixa oriental de Deinosuchus se aproximou de seu tamanho, indicando que esse crocodiliano massivo poderia ter sido o superpredador de seu território.